# Powiat Dębicki
Der Powiat Dębicki ist ein Powiat (Kreis) in der polnischen Woiwodschaft Karpatenvorland. Der Powiat hat eine Fläche von 776,36 km², auf der etwa 135.100 Einwohner leben.

## Gemeinden
Der Powiat umfasst sieben Gemeinden, davon eine Stadtgemeinde, zwei Stadt-und-Land-Gemeinden sowie vier Landgemeinden.

### Stadtgemeinde
- Dębica

### Stadt-und-Land-Gemeinden
- Brzostek
- Pilzno

### Landgemeinden
- Czarna
- Dębica
- Jodłowa
- Żyraków